# قاي منزيس
قاي منزيس (بالإنجليزية: Guy Menzies)‏ هو طيار أسترالي، ولد في 20 أغسطس 1909 في نيوساوث ويلز في أستراليا، وتوفي في 1 نوفمبر 1940 في إيطاليا.